# Ksaverivka, Dunaiivți
Ksaverivka (în ucraineană Ксаверівка) este un sat în comuna Huta-Eațkovețka din raionul Dunaiivți, regiunea Hmelnîțkîi, Ucraina.

## Demografie
Componența lingvistică a localității Ksaverivka
     Ucraineană (100%)
Conform recensământului din 2001, toată populația localității Ksaverivka era vorbitoare de ucraineană (100%).